# Hottentottnävor
Hottentottnävor (Monsonia) är ett släkte av näveväxter. Hottentottnävor ingår i familjen näveväxter.

## Dottertaxa till Hottentottnävor, i alfabetisk ordning[1]
- Monsonia angustifolia
- Monsonia attenuata
- Monsonia brevirostrata
- Monsonia burkeana
- Monsonia camdeboensis
- Monsonia ciliata
- Monsonia crassicaulis
- Monsonia deserticola
- Monsonia drudeana
- Monsonia emarginata
- Monsonia flavescens
- Monsonia galpinii
- Monsonia glauca
- Monsonia grandifolia
- Monsonia heliotropioides
- Monsonia herrei
- Monsonia ignea
- Monsonia ignorata
- Monsonia inermis
- Monsonia lanuginosa
- Monsonia l'heritieri
- Monsonia longipes
- Monsonia luederitziana
- Monsonia marlothii
- Monsonia mossamedensis
- Monsonia multifida
- Monsonia natalensis
- Monsonia nivea
- Monsonia parvifolia
- Monsonia patersonii
- Monsonia peniculina
- Monsonia praemorsa
- Monsonia salmoniflora
- Monsonia senegalensis
- Monsonia speciosa
- Monsonia transvaalensis
- Monsonia trilobata
- Monsonia umbellata
- Monsonia vanderietiae